# Juan Voltas i Baró
Juan Voltas i Baró (Barcelona, 7 de setembre de 1931 - Pamplona, 27 de juny de 2014) fou un metge català que exercí a Pamplona durant més de cinquanta anys.

## Biografia
Era llicenciat i doctor en Medicina i Cirurgia per la Universitat de Barcelona i catedràtic en Cirurgia. A Barcelona conegué Ciril Rozman i Borsnar, amb qui compartí amistat al llarg de la seva vida. L'octubre del 1956 es desplaçà a Pamplona amb la seva dona per a posar en marxa la facultat de Medicina de la Universitat de Navarra, de la que fou un dels fundadors, juntament amb el químic José María Macarulla, i on treballà de professor d'Anatomia. Fins al 1969 exercí a l'Hospital San Juan de Dios de Pamplona. Entre el 1970 i el 1992 fou cap del Departament de Cirurgia General de la Clínica de la Universitat de Navarra. Fou pioner en la implantació de noves tècniques i el desenvolupament de la cirurgia. Morí vidu de la doctora anestesista i especialista en dietètica i nutrició María Dolores Jurado. Voltas participà en la formació de nombrosos especialistes en cirurgia.